# Llista d'asteroides/84801–84900
| Nom                  | Designació provisional | Data de descobriment | Lloc de descobriment | Descobridor/s  |
| -------------------- | ---------------------- | -------------------- | -------------------- | -------------- |
| 84801 -              | 2002 XR103             | 5 de desembre, 2002  | Socorro              | LINEAR         |
| 84802 -              | 2002 YC1               | 27 de desembre, 2002 | Anderson Mesa        | LONEOS         |
| 84803 -              | 2002 YB6               | 28 de desembre, 2002 | Kitt Peak            | Spacewatch     |
| 84804 -              | 2002 YJ8               | 31 de desembre, 2002 | Socorro              | LINEAR         |
| 84805 -              | 2002 YS8               | 31 de desembre, 2002 | Socorro              | LINEAR         |
| 84806 -              | 2002 YF12              | 31 de desembre, 2002 | Socorro              | LINEAR         |
| 84807 -              | 2002 YK12              | 31 de desembre, 2002 | Anderson Mesa        | LONEOS         |
| 84808 -              | 2002 YZ15              | 31 de desembre, 2002 | Socorro              | LINEAR         |
| 84809 -              | 2002 YE16              | 31 de desembre, 2002 | Socorro              | LINEAR         |
| 84810 -              | 2002 YV16              | 31 de desembre, 2002 | Socorro              | LINEAR         |
| 84811 -              | 2002 YW16              | 31 de desembre, 2002 | Socorro              | LINEAR         |
| 84812 -              | 2002 YL17              | 31 de desembre, 2002 | Socorro              | LINEAR         |
| 84813 -              | 2002 YO17              | 31 de desembre, 2002 | Socorro              | LINEAR         |
| 84814 -              | 2002 YU17              | 31 de desembre, 2002 | Socorro              | LINEAR         |
| 84815 -              | 2002 YQ18              | 31 de desembre, 2002 | Socorro              | LINEAR         |
| 84816 -              | 2002 YS18              | 31 de desembre, 2002 | Socorro              | LINEAR         |
| 84817 -              | 2002 YN19              | 31 de desembre, 2002 | Socorro              | LINEAR         |
| 84818 -              | 2002 YA20              | 31 de desembre, 2002 | Socorro              | LINEAR         |
| 84819 -              | 2002 YC21              | 31 de desembre, 2002 | Socorro              | LINEAR         |
| 84820 -              | 2002 YO21              | 31 de desembre, 2002 | Socorro              | LINEAR         |
| 84821 -              | 2002 YR21              | 31 de desembre, 2002 | Socorro              | LINEAR         |
| 84822 -              | 2002 YW21              | 31 de desembre, 2002 | Socorro              | LINEAR         |
| 84823 -              | 2002 YA22              | 31 de desembre, 2002 | Socorro              | LINEAR         |
| 84824 -              | 2002 YK24              | 31 de desembre, 2002 | Socorro              | LINEAR         |
| 84825 -              | 2002 YE26              | 31 de desembre, 2002 | Socorro              | LINEAR         |
| 84826 -              | 2002 YU34              | 31 de desembre, 2002 | Socorro              | LINEAR         |
| 84827 -              | 2003 AC                | 1 de gener, 2003     | Socorro              | LINEAR         |
| 84828 -              | 2003 AL                | 1 de gener, 2003     | Socorro              | LINEAR         |
| 84829 -              | 2003 AN                | 1 de gener, 2003     | Socorro              | LINEAR         |
| 84830 -              | 2003 AP4               | 1 de gener, 2003     | Kingsnake            | J. V. McClusky |
| 84831 -              | 2003 AB5               | 1 de gener, 2003     | Socorro              | LINEAR         |
| 84832 -              | 2003 AD8               | 3 de gener, 2003     | Socorro              | LINEAR         |
| 84833 -              | 2003 AF9               | 4 de gener, 2003     | Socorro              | LINEAR         |
| 84834 -              | 2003 AZ9               | 1 de gener, 2003     | Socorro              | LINEAR         |
| 84835 -              | 2003 AA10              | 1 de gener, 2003     | Socorro              | LINEAR         |
| 84836 -              | 2003 AF10              | 1 de gener, 2003     | Socorro              | LINEAR         |
| 84837 -              | 2003 AT10              | 1 de gener, 2003     | Socorro              | LINEAR         |
| 84838 -              | 2003 AU10              | 1 de gener, 2003     | Socorro              | LINEAR         |
| 84839 -              | 2003 AG12              | 1 de gener, 2003     | Socorro              | LINEAR         |
| 84840 -              | 2003 AT12              | 1 de gener, 2003     | Socorro              | LINEAR         |
| 84841 -              | 2003 AL14              | 2 de gener, 2003     | Socorro              | LINEAR         |
| 84842 -              | 2003 AS17              | 5 de gener, 2003     | Anderson Mesa        | LONEOS         |
| 84843 -              | 2003 AO20              | 5 de gener, 2003     | Socorro              | LINEAR         |
| 84844 -              | 2003 AL22              | 5 de gener, 2003     | Socorro              | LINEAR         |
| 84845 -              | 2003 AV22              | 7 de gener, 2003     | Socorro              | LINEAR         |
| 84846 -              | 2003 AN23              | 4 de gener, 2003     | Socorro              | LINEAR         |
| 84847 -              | 2003 AW28              | 4 de gener, 2003     | Socorro              | LINEAR         |
| 84848 -              | 2003 AP31              | 5 de gener, 2003     | Socorro              | LINEAR         |
| 84849 -              | 2003 AP34              | 7 de gener, 2003     | Socorro              | LINEAR         |
| 84850 -              | 2003 AR35              | 7 de gener, 2003     | Socorro              | LINEAR         |
| 84851 -              | 2003 AE36              | 7 de gener, 2003     | Socorro              | LINEAR         |
| 84852 -              | 2003 AN38              | 7 de gener, 2003     | Socorro              | LINEAR         |
| 84853 -              | 2003 AE39              | 7 de gener, 2003     | Socorro              | LINEAR         |
| 84854 -              | 2003 AX44              | 5 de gener, 2003     | Socorro              | LINEAR         |
| 84855 -              | 2003 AR45              | 5 de gener, 2003     | Socorro              | LINEAR         |
| 84856 -              | 2003 AY47              | 5 de gener, 2003     | Socorro              | LINEAR         |
| 84857 -              | 2003 AH49              | 5 de gener, 2003     | Socorro              | LINEAR         |
| 84858 -              | 2003 AC52              | 5 de gener, 2003     | Socorro              | LINEAR         |
| 84859 -              | 2003 AY64              | 7 de gener, 2003     | Socorro              | LINEAR         |
| 84860 -              | 2003 AJ65              | 7 de gener, 2003     | Socorro              | LINEAR         |
| 84861 -              | 2003 AG72              | 11 de gener, 2003    | Socorro              | LINEAR         |
| 84862 -              | 2003 AU73              | 10 de gener, 2003    | Socorro              | LINEAR         |
| 84863 -              | 2003 AF76              | 10 de gener, 2003    | Socorro              | LINEAR         |
| 84864 -              | 2003 AM84              | 11 de gener, 2003    | Goodricke-Pigott     | R. A. Tucker   |
| 84865 -              | 2003 BM7               | 26 de gener, 2003    | Anderson Mesa        | LONEOS         |
| 84866 -              | 2003 BR8               | 26 de gener, 2003    | Anderson Mesa        | LONEOS         |
| 84867 -              | 2003 BX13              | 26 de gener, 2003    | Palomar              | NEAT           |
| 84868 -              | 2003 BX17              | 27 de gener, 2003    | Socorro              | LINEAR         |
| 84869 -              | 2003 BD22              | 25 de gener, 2003    | Palomar              | NEAT           |
| 84870 -              | 2003 BB24              | 25 de gener, 2003    | Palomar              | NEAT           |
| 84871 -              | 2003 BV28              | 27 de gener, 2003    | Anderson Mesa        | LONEOS         |
| 84872 -              | 2003 BM36              | 27 de gener, 2003    | Socorro              | LINEAR         |
| 84873 -              | 2003 BW55              | 28 de gener, 2003    | Socorro              | LINEAR         |
| 84874 -              | 2003 BO64              | 29 de gener, 2003    | Palomar              | NEAT           |
| 84875 -              | 2003 BW68              | 28 de gener, 2003    | Haleakala            | NEAT           |
| 84876 -              | 2003 BN71              | 28 de gener, 2003    | Socorro              | LINEAR         |
| 84877 -              | 2003 BT79              | 31 de gener, 2003    | Socorro              | LINEAR         |
| 84878 -              | 2003 BV88              | 28 de gener, 2003    | Socorro              | LINEAR         |
| 84879 -              | 2003 BX88              | 28 de gener, 2003    | Socorro              | LINEAR         |
| 84880 -              | 2003 CF6               | 1 de febrer, 2003    | Socorro              | LINEAR         |
| 84881 -              | 2003 CF11              | 4 de febrer, 2003    | Palomar              | NEAT           |
| 84882 Table Mountain | 2003 CN16              | 1 de febrer, 2003    | Wrightwood           | J. W. Young    |
| 84883 -              | 2003 DC22              | 28 de febrer, 2003   | Socorro              | LINEAR         |
| 84884 -              | 2003 FS20              | 23 de març, 2003     | Catalina             | CSS            |
| 84885 -              | 2003 FT32              | 23 de març, 2003     | Kitt Peak            | Spacewatch     |
| 84886 -              | 2003 FE102             | 31 de març, 2003     | Anderson Mesa        | LONEOS         |
| 84887 -              | 2003 HL7               | 24 d'abril, 2003     | Anderson Mesa        | LONEOS         |
| 84888 -              | 2003 MA9               | 28 de juny, 2003     | Socorro              | LINEAR         |
| 84889 -              | 2003 NQ8               | 2 de juliol, 2003    | Socorro              | LINEAR         |
| 84890 -              | 2003 NP9               | 2 de juliol, 2003    | Anderson Mesa        | LONEOS         |
| 84891 -              | 2003 OH14              | 21 de juliol, 2003   | Palomar              | NEAT           |
| 84892 -              | 2003 QD79              | 24 d'agost, 2003     | Socorro              | LINEAR         |
| 84893 -              | 2003 SM98              | 19 de setembre, 2003 | Kitt Peak            | Spacewatch     |
| 84894 -              | 2003 SJ182             | 20 de setembre, 2003 | Socorro              | LINEAR         |
| 84895 -              | 2003 SD252             | 26 de setembre, 2003 | Socorro              | LINEAR         |
| 84896 -              | 2003 SM252             | 26 de setembre, 2003 | Socorro              | LINEAR         |
| 84897 -              | 2003 SV296             | 29 de setembre, 2003 | Anderson Mesa        | LONEOS         |
| 84898 -              | 2003 SW296             | 29 de setembre, 2003 | Anderson Mesa        | LONEOS         |
| 84899 -              | 2003 SQ299             | 29 de setembre, 2003 | Socorro              | LINEAR         |
| 84900 -              | 2003 SH306             | 30 de setembre, 2003 | Socorro              | LINEAR         |